# Union sportive sayadie
L'Union sportive sayadie ou l'Union sportive de Sayada (الاتحاد الرياضي الصيادي ou الاتحاد الرياضي بصيادة) ou USS est un club omnisports tunisien fondé en 1965 et basé à Sayada. Seul sa section de handball reste active de nos jours.

## Historique

Ancien logo de l'association : la poignée de mains est le symbole de l'union

En 1965, des personnalités sayadies, dont H'mid M'henni, Mohamed Naceur Miled, Moncef Aissa et Salah Aissa, prennent l'initiative de créer un club omnisports à Sayada. Ainsi, la première association sportive de la ville, l'Union sportive sayadie (USS), est fondée et compte plusieurs sections tout au long de son histoire : athlétisme, handball, football et volley-ball. H'mid M'henni prend les rênes de ce jeune club comme premier président.
L'USS accueille des équipes féminines, dont celle de handball (dans les années 1980 et 1990). Quant aux sections d'athlétisme et de volley-ball, elles ne perdurent pas assez longtemps après la création de l'association. La section de football n'est intégrée dans le club qu'à partir de 1969. En 1973, elle est gelée pour la première fois et ce jusqu'en 1979, pour reprendre ses activités durant les saisons suivantes. Une seconde fois et après des difficultés financières, le comité dirigeant du club préfère la geler en 2005 pour ne s'occuper que de la section masculine de handball jugée assez prometteuse.
Ces faits contribuent à la création de deux nouvelles associations sportives dans la ville : le Football Club de Sayada en 2006, totalement consacrée au football, et l'Association sportive féminine de Sayada (handball) en 2008.

## Handball
L'équipe de handball de l'USS évolue en division nationale B, après son ascension en division nationale A à deux reprises.

## Infrastructure

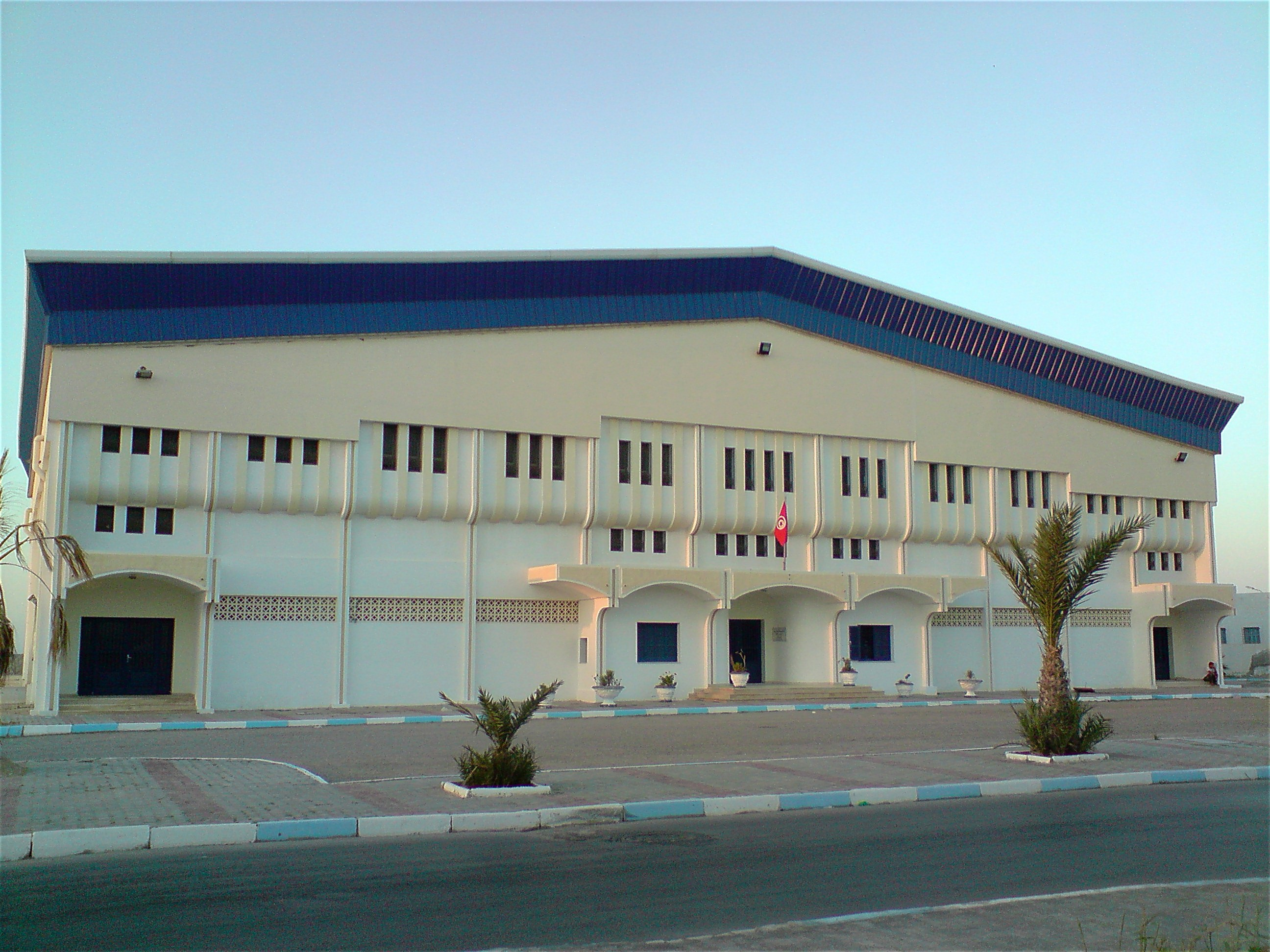
Salle omnisports de Sayada

La municipalité de Sayada dispose d'une salle omnisports d'une capacité moyenne de 2 000 places, dans laquelle évolue l'USS.

## Sections
- Athlétisme : Union sportive sayadie (athlétisme), section gelée
- Football : Union sportive sayadie (football), section gelée
- Handball : Union sportive sayadie (handball)
- Volley-ball : Union sportive sayadie (volley-ball), section gelée